# فاصوليا خضراء

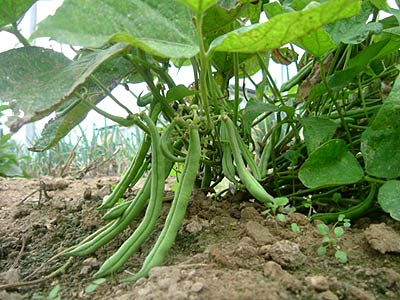
فاصوليا عادية خضراء على النبات.

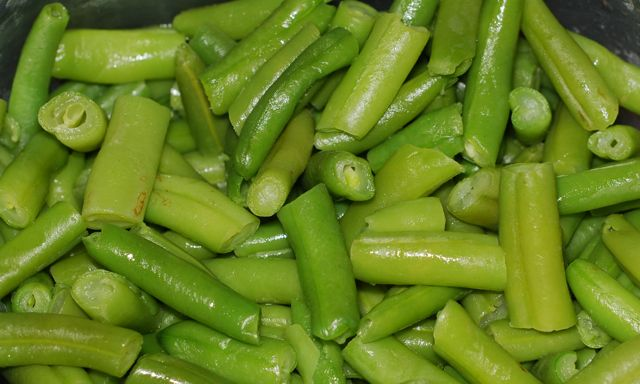
قطع فاصوليا خضراء ومطهوة.

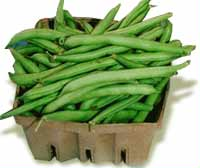
فاصوليا خضراء كاملة في صندوقٍ.

تُعدالفاصوليا الخضراء، والتي تُعرَف أيضًا باسمالحبوب الفرنسية (الإنجليزية البريطانية) أو الفاصوليا الطويلة (string beans) في شمال شرق وغرب

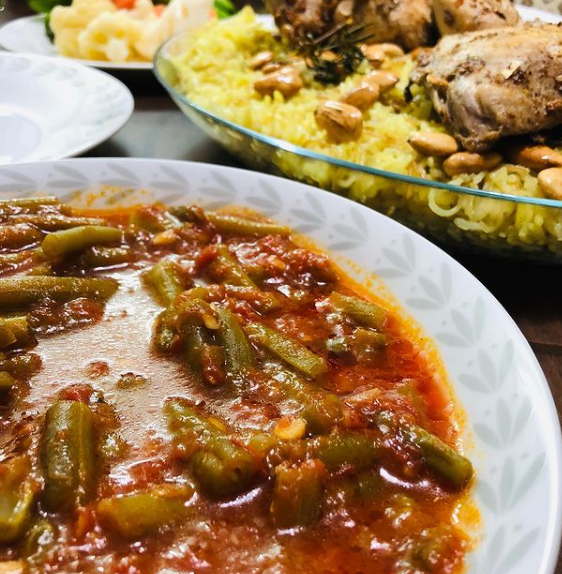
فاصولياء خضراء مع أرز ودجاج مقلي

الولايات المتحدة أو الفاصوليا الهشة (snap beans) أو الفاصوليا التي تُصدِر صريرًا (squeaky beans) ثمارا غير ناضجة من الأصناف المحددة المزروعة من الفاصوليا العادية التي تُعرف باسم (الفاصوليا الخضراء "Phaseolus vulgaris").
وقد تم إنتاج أصناف من الفاصوليا الخضراء خصيصًا من أجل الإثمار أو النكهة أو حلاوة قرونها. ومصطلح Haricots verts، يعني في اللغة الفرنسية "فاصوليا خضراء، قد يشير إلى نوعٍ من الفاصوليا الخضراء أطول وأرق من الفاصوليا الخضراء الأمريكية التقليدية. كما أنها تُعرف في بعض الأجزاء من العالم باسم الفاصوليا التي تُصدر صريرًا وهذا يعود إلى الضوضاء التي تصنعها في أسنان الشخص أثناء الأكل.
قام كالفن كيني (calvin keeny)، والذي أطلق عليه اسم «مبتكر الحبوب غير المسلسلة»، بإنتاج أول حبوب غير مسلسلة في عام 1984، أثناء عمله في لو روى، نيويورك.

## استخدامات الطهي
تُعد الفاصوليا الخضراء تقريبًا من التوزيع العالمي. حيث يتم تسويقها مُعلبة ومُجمدة وطازجة.
غالبًا ما يتم تبخير وغليان وقلي الفاصوليا الخضراء أو خبزها في أطباقِ الطعام. يُعد طبق الفاصوليا الخضراء طبقًا شعبيًا في جميع أنحاء الولايات المتحدة خاصة في عيد الشكر، وهو عبارة عنطبق من الفاصوليا الخضراء، والذي يتكون من فاصوليا خضراء وكريمة شوربة المشروم وبصل فرنسي مقلي.
بعض المطاعم في الولايات المتحدة تُقدِم الفاصوليا الخضراء التي تكونممزوجة ومقلية، وغالبًا ما يقدمالمطاعم اليابانية في الولايات المتحدة الفاصوليا الخضراء تيمبورا(tempura). كما يتم أيضًا بيع الفاصوليا الخضراء مجففة ومقلية مع الخضروات مثل الجزر والذرة والبازلاء
تحتوي الفاصوليا على تركيزاتٍ عالية منالليكتينات وقد يحتوي ضارة إذا تم استهلاكه بشكلٍ زائد وهو غير مطبوخ أو مطبوخ بشكلٍ غير صحيح.
الفلافونول الميكوليانين (miquelianin) (كوروستين 3-0غلوكورونيد)(Quercetin 3-O-glucuronide)يمكن أن يتم إيجادهم في الفاصوليا الخضراء.

## الزراعة
تُوجَد الفاصوليا الخضراء في مجموعتين رئيسيتين وهما شجيرة الفاصوليا وقطب الفاصوليا.
شجيرة الفاصوليا هي نباتات قصيرة تنمو بطولِ قدمين تقريبًا دون الحاجة إلى دعمٍ. تنضج تلك الشجيرات عمومًا وتُنتِج جميع ثِمارها في فترةٍ قصيرة نسبيًا ثم تتوقف عن الإنتاج. كما يستطيع المزارعون زراعة أكثر من محصولٍ من شجيرة الفاصوليا في الموسم الواحد.
تحتوي الفاصوليا القطبية على عادة التسلق وتنتج كرمة ملتوية. الفاصوليا الساعية تمتلك عادة مماثلة ولكنها أنواع مختلفة من الفاصوليا.
تعتبر أصناف الفاصوليا القصيرة التابعة لأنواع الفاصوليا الخضراء من أكثر الخضراوات التي تزرع في الحدائق المنزلية. وهي تعطي إنتاجًا وفيرًا بعد نحو 55 يومًا من زراعتها مقارنة بالمساحة التي تشغلها. وتحتاج الأنواع المتسلِّقة والفاصوليا الخضراء لفترة أطول حتى تبدأ الإنتاج.
ينمو النبات بشكل أفضل في التربة المشمسة جيدة الصرف، والتي تم تسميدها في الخريف السابق بالمواد العضوية المتحلِّلة. وتزرع الفاصوليا في الحقول المكشوفة في أواخر الربيع في المناطق المعتدلة المناخ؛ وذلك بعد أن ينتهي خطر الصقيع. وتزرع البذور بحيث تبعد الواحدة عن الأخرى مسافة سبعة سنتيمترات في حُفر غير عميقة يبعد بعضها عن بعض نحو 45 سم. وللحصول على إنتاج منتظم من الفاصوليا، تزرع البذور على فترات متباعدة ببضعة أسابيع خلال فصل الصيف. وتحتاج الأنواع المتسلِّقة إلى دعامات عمودية، كما أن الفاصوليا القصيرة تحتاج إلى دعائم من فروع مرنة لحفظ النبات من الانكسار والسقوط تحت وطأة وزن القرون. ويتم حصاد الحقول التجارية المزروعة بالفاصوليا القصيرة، وكذلك الفاصوليا القليلة الألياف بوساطة حصادات آلية في بعض المناطق.
تحتاج الفاصوليا إلى تربه خصبه جيده خاليه من الاملاح الضاره وفي الاراضى الجديدة يفضل عدم زراعتها في وجود نسبه مرتفعه من الكالسيوم والبعد عن الأرض التي ترتفع فيها نسبه الطفلة فتتحجر قشرتها عند الجفاف مع احتفاظها بالرطوبة في الطبقة السفليه. ويفضل اتباع دوره ثلاثيه لتلافى انتشار امراض التربة.

### التسميد
يتم التسميد بالأسمدة الكيماوية المركبة (نتروجين/فوسفور/ بوتاسيوم) ويضاف السماد بعد إتمام الإنبات والدفعة الثانية بعد ثلاثة أسابيع من الأولى.

### الأمراض والآفات
تصاب الفاصوليا بنفس الآفات والأمراض التي تصيب البسلة أي بترقش الأوراق والمن والعناكب الحمراء والذبابة البيضاء حيث تقاوم بالمبيدات الفطرية والحشرية المناسبة.

### الأصناف
يُوجَد أكثر من 130 نوعًا من الفاصوليا الخضراء. الأنواع المُخصصة للاستخدام كالفاصوليا الخضراء والتي يتم اختيارها من أجل نضارة ونكهة قرونها، تكون غالبًا تلك الأنواع التي تنمو في حديقة الخضروات التي توجد بالمنزل، كما يوجد العديد من الأنواع الأخرى. حيث يكون لون القرون أخضر أو ذهبيًا أو إرجوانيًا أو أحمر أو شريطيًا. تتراوح الأشكال بين النوع «الشريحي» الرقيق والنوع «الرومانو»(romano) الواسع والكثير من الأنواع الشائعة فيما بينهما.
تُعد الأنواع التالية من أكثر الأنواع شيوعًا وأكثرها نموًا على نطاقٍ واسع في الولايات المتحدة.

#### أنواع الشجيرات
- وافر،50 يومًا (أخضر، الموروثة)
- قرن بيربي (Burpee) الأخضر غير المسلسل، 50 يومًا (أخضر، موروث)[1]
- المنافس، 50 يومًا (أخضر)
- أفضل المحاصيل، 51 يومًا (أخضر), 1950ااس(AAS) وهو المحصول الرابح
- روكدور (Rocdor) (روك د.’اور), 53 يومًا (أصفر)
- شمع شيروكي، 55يومًا (أصفر), 1948 رابح اس (Cherokee Wax)
- الشمع الذهبي المُحسَن\قلم رصاص مصنوع من قرن الشمع الأسود\من الدرجة الأولى، 55 يومًا (أصفر، موروث)
- بجع أحمر،55 يومًا (أحمر)
- البحيرة الزرقاء 274, 58 يومًا (أخضر)
- ماكسيبيل،59 يومًا (شريحة خضراء) (Maxibel)
- روما 2, 59 يومًا (أخضر رومانو) (Roma II)
- عميد مُحسَن\شجيرة كنتاكي ووندر، 60 يومًا (أخضر), 1945 رابح اس (Kentucky Wonder)
- لسان التنين، 60 يومًا (شريطي) (Dragon's Tongue)
- جيد\جيد2, 60يومًا (أخضر) (Jade/Jade II)

#### أنواع القطب
- ميرفيجليا دي فينسيا (Meraviglia di Venezia) (أعجوبة فينسيا), 54 يومًا (أصفر رومانو)
- البحيرة الزرقاء 60يومًا (أخضر)
- فورتيكس، 60 يومًا (شريحة خضراء)
- كنتاكي بلو، 63 يومًا (أخضر), 1991 اس رابح
- المسكن القديم\كنتاكي ووندر، 65 يومًا (أخضر، موروث)
- كنتاكي ووندر واكس، 67 يومًا (أصفر، موروث)
- أفعى، 72 يومًا (شريطي، موروث)
- الملك الأرجواني، 75 يومًا (أرجواني)